# Великобобрицький парк

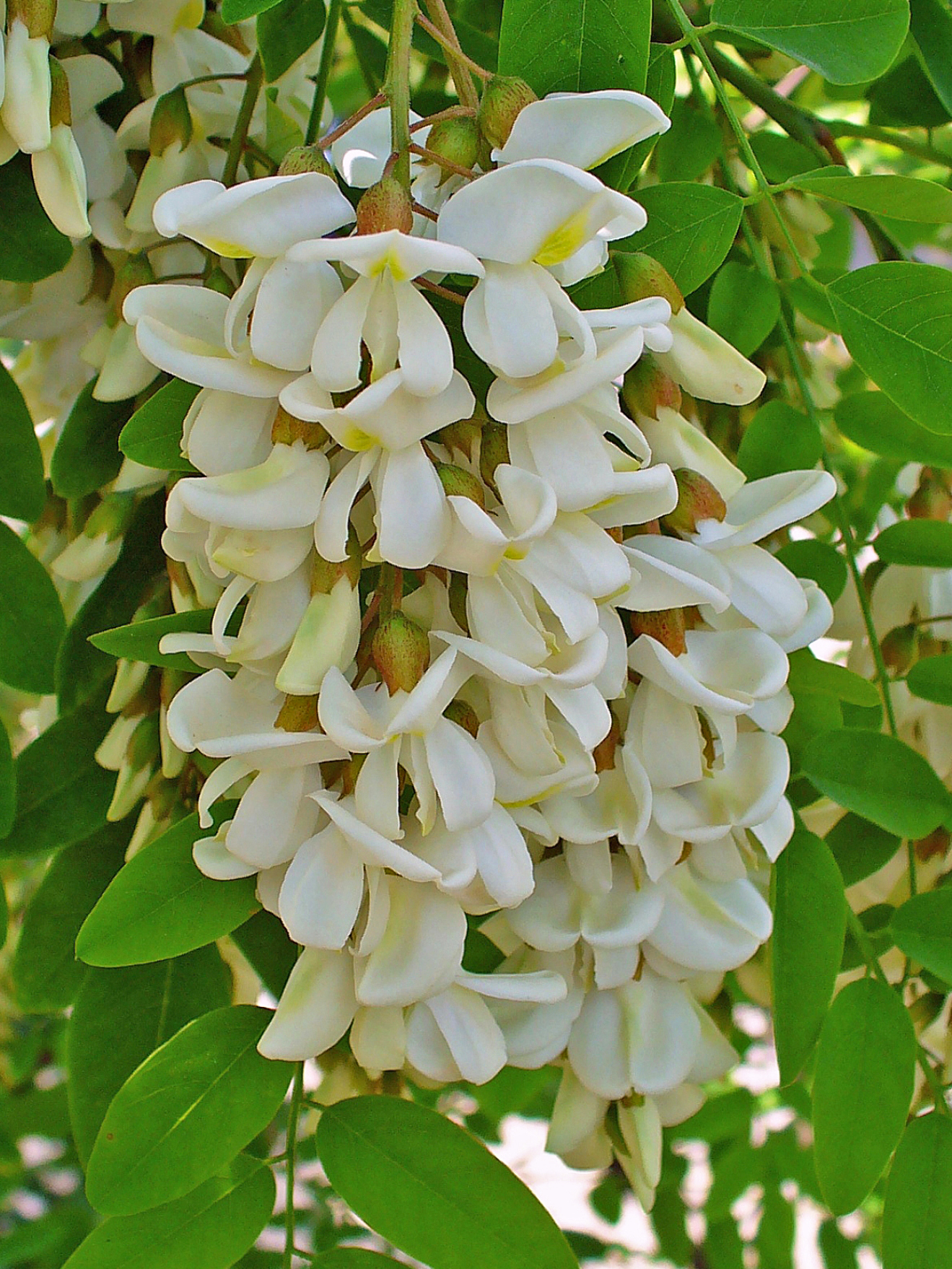
Робінія звичайна

Великобо́брицький парк — парк-пам'ятка садово-паркового мистецтва як заповідний об'єкт місцевого значення затверджений рішенням Сумського облвиконкому в 1972 році. Розташований на площі 8 га, в центрі села Великий Бобрик Краснопільського району Сумської області, на схилах корінного берега річки Бобрик, що спускаються до великого мальовничого ставу. Належить до найстаріших парків, що збереглися на Сумщині.

## Історія
Великобобрицький парк створений 1815 року в земельних володіннях поміщиці Єлизавети Рахманової на честь її сина Григорія 1782 року народження, який дуже часто хворів у дитинстві і вилікувався водою з джерела в Образькому лісі. Григорій Рахманов здобув середню освіту у місті Суми, а вищу — у Петербурзькому кадетському корпусі. У 1815 році, коли Григорій прибув до села Великий Бобрик, мати на честь нього закладає цей парк. Для його планування і створення були залучені спеціалісти садово-паркової культури.

## Ландшафтний дизайн
Під парк було відведено 40 десятин. Навколо парку був збудований цегляний мур з трьома основними воротами. У парку було висаджено дуже багато порід дерев і чагарників, що росли в струнких алеях і групами проміж ними. Біля одних воріт проти церкви, закладеної в 1822 році, розпочиналася центральна алея парку шириною 10 метрів, що йшла на захід до кінця парку до парку воріт, від яких тягнулися східці аж до ставу. Треті ворота знаходились у південно-західній частині парку, де була розташована велика цегляна оранжерея, південна сторона якої була із скла. Оранжерея забезпечувала квітами церкву, панські покої, знать села і цукрового заводу. У ній вирощували розсаду декоративних рослин для парку, розсаду городніх культур тощо. 
Південніше центральної алеї стояв триповерховий будинок на 45 кімнат, з великим залом на другому поверсі. Проти палацу була відкрита галявина площею в 1 десятину, де на клумбах росло багато декоративних трав'янистих рослин весняного, літнього та осіннього цвітіння. Галявина була обсаджена туєю з трьох сторін: сходу, заходу та півночі. 
На південному боці галявини поміщиця посадила ялину, а на північному ялину посадив її син Григорій. Ця ялина збереглася до зими 2016 року та впала під час негоди. Ялина–гігант вражала своїми розмірами. Досить стрункий та повноцінний стовбур ялини мав висоту понад 35 метрів, а діаметр на висоті грудей — понад 1,5 метра. Оригінальна зовнішня частина крони зеленого старожила: в нижній частині конусоподібної крони гілки були нахилені донизу, а тоненькі гілочки другого порядку на них, немовби гірлянди, звисали вертикально вниз. В середині крони віти відходили від стовбура майже під прямим кутом, а на верхівці ялини вони були дещо підняті до верху. Така декоративна форма ялин в парках трапляється зрідка.

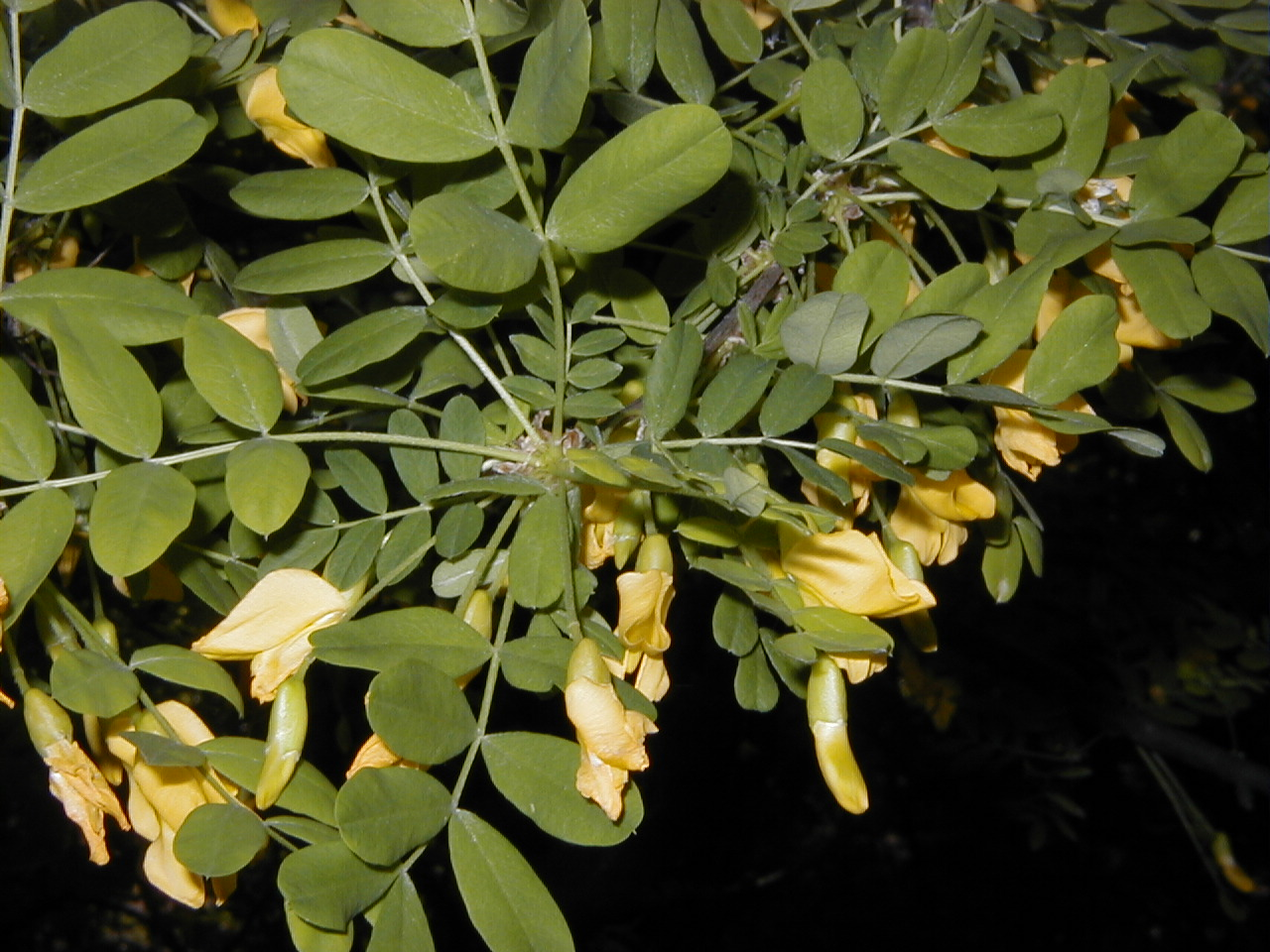
карагана дерев'яниста

Від центральної алеї парку розходилися алеї на північ і на південь. Кожна відповідно до породного складу мала свою назву: каштанова, липова, ялинова, туєва, бузкова, жасминова, горобинова. Понад ставом знаходилась алея із плакучої форми верби білої. У парку росли також дуби, берези, клени, карагана деревовидна, біла акація, верби тощо. У будь-яку пору року парк підтримували у зразковому порядку. Він був доступним для сільської молоді. Лише коли до поміщиці приїздили гості, парк був закритим для селян. За переказами, палацово-парковий ансамбль села Великий Бобрик у пейзажному відношенні в другій половині позаминулого століття не поступався найкращим паркам України.

## Яблуневий сад
Важко уявити, що маєток Єлизавети Рахманової та її послідовників в позаминулому столітті існував без яблуневого саду. В північно-східній частині парку ще сьогодні зберігаються його рештки. Назва вулиці (вулиця Садова), що охоплює цю частину парку з півночі нагадує про історію яблуневого саду.

## Парк у XX столітті
На початку століття парк був зразковим. Але революційні події 1917—1918 років, колективізації та Німецько-радянської війни призвели його до повного занепаду. Безслідно зникли з його території триповерховий палац, алейні посадки дерев та кущів, а дещо пізніше навіть цегляний мур тощо. 
Наприкінці 60-х та початку 7-х років минулого століття Великобобрицьке лісництво на схилах парку біля ставу на площі 2 га створює біогрупами протиерозійні насадження з ялини звичайної, модрини сибірської, липи серцелистої, дуба червоного, дуба звичайного, горобини звичайної, берези повислої та робінії звичайної. 
Влітку 1972 року, під тиском природоохоронних організацій, Великобобрицький парк стає заповідним об'єктом, його охоронне зобов'язання спочатку перебуває в місцевому колгоспі, а з 1995 року — в Великобобрицькій сільській раді. Проте охоронні зобов'язання не змогли відчутно вплинути на відродження минулого Великобобрицького парку. 
Сумський філіал «Укрколгосппроекту» в 1978 році досить вдало і продумано створили проєкт відновлення і забудови центральної частини села Великий Бобрик. Проєктом передбачались також реконструкція та доброустрій парку. Старовинний парк мав перетворитися в сучасний парк культури і відпочинку. 
Друга половина 80-х років відома в історії Великобобрицького парку тим, що він деякою мірою був упорядкований. В 90-ті роки парк знову занепав. В ньому залишились лише різьблені ворота.

## Наші дні
Сьогодні у Великобобрицькому парку крім декількох дубів-патріархів віком понад 250—300 років, з минулого століття збереглася група лип, декілька ялин, дві сосни, поодинокі особини ясеня, клена тощо. Цілком можливо, що парк в минулому формувався на місці дубового пралісу правого берега невеличкої річки Бобрик.